# Jean Merrien
Jean Merrien, pour l'état civil René de La Poix de Fréminville, né le 3 juin 1905 au Chesnay (actuelles Yvelines) et mort le 7 juin 1972 à Fribourg en Suisse, est un navigateur et écrivain français spécialiste de l'histoire maritime. Il est aussi un militant nationaliste breton convaincu, actif notamment pendant l'Occupation.
Son pseudonyme rappelle l'attachement de toute sa vie à la mer. Le nom "Merrien" a été choisi par attachement à un petit port situé dans la commune de Moëlan-sur-Mer.[réf. nécessaire]
Des romans populaires de sa main, notamment policiers, ont paru aussi sous les signatures de Christophe Paulin ou René Madec.
A noter que son cousin germain Claude de Fréminville (ami d’Albert Camus) avait choisi le pseudonyme de Claude Terrien pour taquiner son cousin avec lequel il entretenait des relations d'estime réciproque.

## Biographie

### Origines
René Maurice Alfred Marie de La Poix de Fréminville est le fils de Charles de La Poix de Fréminville, ingénieur, et de Rachel Sylvestre de Sacy petite-fille de Ustazade Silvestre de Sacy.
Homme de lettres, doué pour l'écriture, il devient familier du monde de la mer et de la pêche au Pouldu. Il effectue son service militaire dans la marine.

### L'entre-deux-guerres
Étudiant à Paris, il y fonde en 1925 l'Association des étudiants bretons.
Il se marie avec Françoise Hannebicque ; de cette union naît, en 1931, un fils, Hervé.

### La Seconde Guerre mondiale
En 1941, il devient membre de l'Institut celtique de Bretagne.
Le père de famille
Durant la Seconde Guerre mondiale, il rencontre Gisèle Verschuere (1919-2010) à Cherbourg. Ils s'installent à Rennes et créent la Librairie de Bretagne, qui est détruite par les bombardements de la ville. De son mariage en 1943 avec elle sont nés trois enfants : à Rennes, Gwénolé en 1944 et Gildas en 1946, puis, à Nantes, Marine, en 1948.
Le militant nationaliste
Parallèlement à son activité de libraire à Rennes, il affirme ses convictions nationalistes en collaborant à divers journaux nationalistes bretons.
Ainsi, d'octobre à décembre 1940, il collabore au journal L'Heure bretonne, organe de presse du parti national breton alors tenu par Olier Mordrel. Il en est le second rédacteur en chef, succédant à Morvan Lebesque. Il est remplacé à l'Heure bretonne par Jos Jaffré lors de l'éviction d'Olier Mordrel du Parti national breton.
Il collabore ensuite à La Bretagne, journal fondé en mars 1941 par Yann Fouéré. Dans cet hebdomadaire, il écrit essentiellement des textes sur les questions culturelles.
Du fait de ses activités au sein de la presse collaborationniste, il est condamné à la Libération à cinq ans d'indignité nationale et à la confiscation de ses biens. Il quitte alors Rennes pour Nantes en 1948.

### L'après-guerre: l'écrivain
Il rejoint Nantes en 1948, puis la Suisse en 1964.
En 1954, il crée et dirige la série Ils ont fait cela tout seuls au sein de la collection « France-club », destinée à la jeunesse, aux éditions André Bonne. Inspirée d'histoires vraies, il s'agit d'une collection d'aventures  d'une vingtaine de titres dont Le mutilé de l'océan (1954), écrit par lui-même, un titre qui connaît plusieurs rééditions durant les années 1960.
Historien, il laisse des ouvrages importants sur la vie des marins, les corsaires, les navigateurs solitaires. Sa notoriété est due aussi à ses ouvrages didactiques sur la navigation à voile : dictionnaires, guides, manuels d'initiation.
Plaisancier, il crée avec des architectes navals, la série des « diables », bateaux à double quille.

## Œuvre
À part ses premiers ouvrages, La Mort jeune (1938) et Abandons de postes (1939), Bord à bord (Prix populiste 1944), Marines, un recueil de nouvelles (1945) et Le Refus (1946), l'aventure maritime est le thème de ses romans tels L'Homme de la mer (Grand Prix de la mer 1948), Les Mémoires d'un yacht (1953), Valérie de la mer (1960) ou L'oiseau de mort du Cap Horn (1956) qui relate les pérégrinations d'un trois-mâts, le Duchesse Anne.
Il est également historien de la « course » (Tels étaient corsaires et flibustiers, 1957) et des marins (Christophe Colomb, 1955 ; Les drames de la mer, 1961 ; Le Légendaire de la mer, 1969 ; La vie quotidienne des marins au temps du Roi Soleil, 1964, etc.)
Il a utilisé dans ses livres son expérience de la navigation (qu'il a pratiquée sur son propre bateau depuis l'âge de douze ans et dans la Marine de guerre) : Dictionnaire de la mer (1958), Petits Ports de Corse (1960), Ma Petite Voile en 60 leçons (1965), Naissance et vie du bateau (1965).
Sous le pseudonyme de René Madec, il a publié sept romans policiers dont le personnage central est l'abbé Garrec.
Sous celui de Christophe Paulin, il a écrit des « policiers marins » ainsi qu'un roman de science fiction.
Son œuvre compte aussi de nombreux livres pour la jeunesse. Au total plus de 80 ouvrages. Il a consacré son dernier ouvrage au frère de son arrière-grand-père paternel, Un certain chevalier de Fréminville (Christophe Paulin de Fréminville [1787-1848]) en 1970.
Il a écrit des articles dans la revue Neptunia éditée par le Musée national de la Marine de Paris.

### Romans pour la jeunesse

#### Collection «France-club», Éditions André Bonne
- Le Mutilé de l'océan, illustrations de Pierre Noël, 1954 ; rééditions : 1958, 1962, 1969 ; rééditions : L'Ancre de marine, 2001.
  - Le Mutilé de l'océan en bande dessinée par Édouard Delcroix dans Tintin no 352, édition française du 21 juin 1955 (couverture et pages 2 à 5).
- Les Fous de l'Atlantique, illustrations de Jacques Roubille, 1956 ; rééditions : 1959, 1965.

#### Collection «Bibliothèque verte», ÉditionsHachette
- Le Pétrolier Rose-Marie, no 102, illustrations de Jean Reschofsky, 1958; réédition : 1960.
- Deux des Glénan, no 193, illustrations de François Batet, 1961.
- Drôle de croisière, no 215, illustrations de François Batet, 1962.
- Les Mémoires d'un yacht, no 233, illustrations de François Batet, 1963.
- La Régate aux mystères, no 275, illustrations de François Batet, 1963.

#### Collection «Aujourd'hui l'aventure», Éditions du Temps
- La Route impossible, 1959.

#### ÉditionsL'École des loisirs
- Janig le mousse, 1965 ; réédition 1969.

#### Collection «Plein Vent»,Éditions Robert Laffont
- Cet étrange Christophe Colomb, no 37, illustrations Jean-Olivier Héron, 1968.

### Romans policiers, policiers historiques et de science-fiction

#### sous le pseudonyme de René Madec: la série des enquêtes de l'abbé Garrec
1. L'Abbé Garrec et le rouge à lèvres, Le Centurion, 1956.
2. L'Abbé Garrec gardien de phare, Le Centurion, 1956.
3. L'Abbé Garrec passager des premières, Le Centurion, 1957.
4. L'Abbé Garrec contre Carabassen, Le Centurion, 1957.
5. L'Abbé Garrec et la triste régate, Le Centurion, 1957.
6. L'Abbé Garrec aux mains des durs, Le Centurion, 1958.
7. L'Abbé Garrec et l'assassin du photographe, Le Centurion, 1958.

#### sous le pseudonyme de Christophe Paulin
- S'il n'en reste qu'un, Éditions Self, 1946.
- Un tout petit rien, Éditions Celtia; réédition sous le nom de Jean Merrien: supplément à « La Bretagne réelle », no 137 bis, Éditions Celtia, 1961 ; réédition : no 162 bis, 1964.
- L'Oiseau de mort du cap Horn, Éditions Robert Laffont et Marabout, coll. « Le Gibet », no 9, 1956 ; réédition sous le nom de Jean Merrien: Éditions Hatier-G. T. Rageot, coll. « Jeunesse Poche », série « Policier », 1971 (deux couvertures) ; réédition : Jean Merrien, illustrations Charles Barat, Éditions de l'amitié-G. T. Rageot, coll. « Les Maîtres de l'Aventure », 1982 ; réédition : Jean Merrien, Éditions Rageot, coll. « Heure noire », 2004. Édition en espagnol : El viaje del "Duquesa Ana", traduction de Juan Luis et Marisa Guereña, Édition Narcea, coll. « Narcea Policiaca », no 9, 1973.
- Viking, la mer est grande !, Éditions Gérard et Cie, coll. « Le Gibet », no 16, 1957. 
  - Viking, quel est ce trésor?, sous le nom de Jean Merrien, illustrations de Bernard Ducourant, photographie de couverture: Giraudon, de frontispice: R. Guillemot-Réalités, autres photographies: L. Goldman et Georg Gerster de l'agence Rapho et J. Hureau, Éditions de l'amitié-G. T. Rageot, coll. « Bibliothèque de l'amitié », série « Histoire », no 16, 1970.

### Autres romans
- La Mort jeune, Éditions Gallimard, coll. « Blanche », 1938 ; réédition Le Livre de poche, 1973.
- Abandons de poste, Éditions Gallimard, coll. « Blanche », 1939.
- Bord à bord, Éditions Gallimard, coll. « Blanche », 1944.
- Marines, illustrations René-Yves Creston, Éditions Les Œuvres bretonnes, 1944.
- Le Refus, Presses de la Cité, 1946.
- Rien que la mer, Éditions Self, 1946.
- L'Homme de la mer, photographies de Leo Neveu et Jean Merrien, Éditions Aux Portes du large, 1947 ; réédition : Hachette, 1962 ; réédition : L'Ancre de marine, 1993.
- Missionnaire de la mer, La Table Ronde, 1953.
- Les Mémoires d'un yacht, Éditions Denoël, 1953 ; réédition : illustrations François Batet, Hachette, coll. « Bibliothèque verte » et « Bibliothèque de la jeunesse », no 233, 1963.
- Qui vaille de vivre, Les Quintin, tome 1, La Table Ronde, 1954 ; réédition : Éditions Gérard & Cie, coll. « Marabout », no 173, 1956.
- Vents de terre, vents de mer (Qui vaille de mourir), Les Quintin, tome 2, La Table Ronde, 1956 ; réédition : 1964.
- Valérie de la mer, couverture Guy Michel, Éditions Robert Laffont, 1960.
- Nuit et lumière de la mer, Éditions Arthaud, 1968.
- Noyé, Éditions L'Ancre de Marine, 2002.
- Île, Éditions L'Ancre de Marine, 2002.

### Ouvrages sur la marine et la voile
- Les Navigateurs solitaires, illustrations Bernard Roy, Éditions Denoël, 1953, 1957 ; réédition sous titrée de Johnson à Tabarly, 1965; réédition : Librairie générale française, coll. « Le Livre de poche », série « Exploration », 1968 ; réédition : Famot, 1976.
- Aux limites du possible (tome 2 de Les Navigateurs solitaires), Éditions Denoël, 1954.
- Histoire des corsaires, Éditions Amiot-Dumont, coll. « Bibliothèque de la mer », 1954 ; réédition : Éditions Bernard Grasset, 1959 ; réédition : L'Ancre de Marine, 1992, 2000;
- Christophe Colomb, Éditions Denoël, 1955 ; réédition : Éditions J'ai lu, 1986.
- Merveille des petits ports, Éditions Denoël, coll. « Les Chants du monde », 1957.
- Voile et Régate, illustrations Bernard Duval, Éditions Robert Laffont, coll. « Par toutes les mers », 1957, 1961.
- Tels étaient corsaires et flibustiers, Éditions Amiot-Dumont, coll. « Bibliothèque le livre contemporain », série « Visages de l'aventure », 1957 ; réédition : sous le titre Corsaires et flibustiers, Éditions L'Ancre de Marine, 1996, 2020.
- La Grande Histoire des bateaux, illustrations Bernard Duval, Éditions Denoël, 1957.
- Dictionnaire de la mer : le langage des marins - la pratique de la voile, illustrations Bernard Duval, Éditions Robert Laffont, 1958, 1964 ; rééditions Éditions Omnibus, 2001, 2014, 2017.
- Le livre de la mer, Éditions Robert Laffont, 1958
- Histoire mondiale des pirates, flibustiers et négriers, illustrations Armel de Wismes, Éditions Grasset, 1959.
- Les Drames de la Mer, présentation Henry de Monfreid, iconographie Marcelle Crépy, Éditions Hachette, coll. « Plaisir de l'histoire », 1961 ; réédition : couverture Roger Chapelet, Éditions L'Ancre de Marine, 2000.
- La Vie quotidienne des marins au temps du Roi Soleil, Hachette, coll. « La Vie quotidienne », 1964 ; réédition : sous le titre La vie des marins au Grand siècle, Terre de Brume, coll. « Bibliothèque Océane », 1995. .
- Le Légendaire de la mer, Éditions Robert Laffont, Paris, 1969 ; réédition Terre de Brume, coll. « Bibliothèque Océane », 1994.
- La Vie quotidienne des marins au Moyen-Âge : des Vikings aux galères, Hachette, coll. « La Vie quotidienne », 1969; réédition : sous le titre La vie des marins au Moyen-Âge, Terre de Brume, coll. « Bibliothèque Océane », 1994.
- La course et la flibuste, des origines à leur interdiction, Éditions Rencontre, 1970.
- Un certain Chevalier de Fréminville, Éditions maritimes et d'outre-mer, 1970.

### Ouvrages pédagogiques

#### Initiation à la navigation
- Votre première voile, illustrations Léon Haffner, photographie Roger Puech, coll. « Les chants du monde », Éditions Denoël, 1958, 1960 ; édition revue et corrigée : 1962, 1965.
- Cours de Plaisance (en collaboration avec le Touring Club de France), illustrations de Bernard Duval et du T.C.F., Éditions Robert Laffont, 1964.
- Ma petite voile en 60 leçons, illustrations de Bernard Duval, Office du Livre, 1965.
- Naviguez ! sans voile (sur les lacs, sur les mers, sur les rivières, à l'aviron, à la pagaie, au moteur), illustrations de Bernard Duval, Le Livre de Poche, série « Pratique », no 2276, 1967.
- Naviguez ! à la voile (les régates, les marées, le tourisme nautique, les courants, les croisières, les côtes, un jeu et un sport à la portée de tous), illustrations Bernard Duval, Le Livre de Poche, série « Pratique », no 2277, 1967, sous titre modifié en un plaisir et un sport à la portée de tous 1969, 1975, 1976.

#### Croisière
- Guide de petite croisière en Bretagne Atlantique (d'Audierne à La Rochelle), Éditions Librairie Nautique du Yacht, 1951 ; réédition sous le titre : Guide de petite croisière en Bretagne-Atlantique d'Audierne à La Gironde, Éditions Éole, 3e édition revue et augmentée, 1957, 1960.
- Plaisir de la mer, initiation à la croisière, Éditions Denoël, coll. « Les chants du monde », 1955, 1957, 1960.
- Possession de la mer, la pratique de la croisière, Éditions Denoël, coll. « Les chants du monde », 1956, 1957.
- Guide de croisière en Manche, Éditions Librairie Nautique du Yacht, 1957.
- Merveille des petits ports (Occident), illustrations Bernard Duval, Éditions Denoël, coll. « Les chants du monde », 1957.
- Guide de petite croisière du Raz de Sein au Havre, mis à jour en 1958: les Routes, les Ports, les Îles, les Phares, Vents régnants, Mouillages, Manœuvres, Éditions Librairie Nautique du Yacht, 1958.
- La mer pour vous, toute l'âme de la plaisance, Éditions Robert Laffont,coll. « Par toutes les mers », 1958.
- Petits ports d'azur(en collaboration avec Jean Bourdeaux), illustrations de Bernard Duval, Éditions Denoël, 1958, 1981.
- Le livre des côtes de France: tome 1, mer du Nord et Manche (les plages, les lieux de vacances, les ports, les îles), Éditions Robert Laffont, 1959.
- Le livre des côtes de France: tome 2, océan Atlantique (les plages, les lieux de vacances, les ports, les îles), Éditions Robert Laffont, 1960.
- Plaisance d'aujourd'hui, Éditions Denoël, 1960.
- Petits ports de Corse et de la Riviera italienne, Éditions Denoël, coll. « Les chants du monde », 1960 .
- Le livre des côtes de France: tome 3, mer Méditerranée (les plages, les lieux de vacances, les ports, les îles), Éditions Robert Laffont, 1961.
- L'Art du large,(en collaboration avec Pierre Van Haelen), Éditions Robert Laffont, 1962.
- Petits Ports d'à côté (Angleterre, Belgique, Pays-Bas, Espagne, Baléares), Éditions Denoël, 1962.
- Guide des Côtes de France et de Belgique (où séjourner, camper, naviguer, nager), Éditions Gérard & Cie, coll. « Bibliothèque Marabout Service », no 24, 1964.
- Le Yachting, tome 1: Voile de croisière, Éditions de La Table Ronde, coll. « Domaine du sport », 1964.
  - le Yachting, tome 2: Voile de compétition: annoncé, non paru.

##### Connaissance du bateau
- Le Bréviaire du bord, illustrations Robert Duval, Éditions Denoël, 1961.
- Naissance et vie du bateau : tome 1, Le Choix: le type et le moteur selon les eaux et les usages, Éditions Robert Laffont, 1965.
- Naissance et vie du bateau : tome 2, L'Achat, l'Entretien: formalités, chantiers, construction amateur, location, soins, Éditions Robert Laffont, 1965.

#### Autres ouvrages
- Le livre des vacances: tome 1, Les petites vacances, les week-ends, Éditions Robert Laffont, 1965, 1976.
- Le livre des vacances: tome 2, Les grandes vacances, Éditions Robert Laffont, 1966, 1976.

### Distinctions
- Prix Eugène-Dabit du roman populiste pour Bord à bord, 1944.
- Grand prix de la mer 1948 pour L'homme de la mer, 1947.